# L'uomo venuto dal mare
L'uomo venuto dal mare è un film del 1942 diretto da Belisario Randone, tratto dalla commedia omonima di Roberto De Ribon, autore della sceneggiatura e coregista. Il film fu realizzato a Cinecittà nell'estate del 1941 per uscire nelle sale il 3 febbraio 1942. La realizzazione dei manifesti fu affidata al pittore cartellonista Anselmo Ballester.

## Trama
Una ragazza è corteggiata da due uomini: un giovane marinaio senza quattrini ed un anziano e spregiudicato speculatore.
La ragazza ovviamente vorrebbe seguire il suo cuore ma il tutore la costringe al fidanzamento con il secondo, al quale deve anche dei soldi. Fortunatamente il giovane riuscirà a ribaltare la situazione e sposare la ragazza.